# 夏春秋
夏春秋（英語：Ha Chun Chau，1931年9月20日—2025年3月11日），原名吳錦泉（Kenneth Ng Kam Tsun），暱稱「冬叔」、「財神」、「六合彩之父」，香港男演員及電視節目主持人，是藝人吳君如、吳君祥之父。

## 背景
夏春秋出生於英屬香港，1953年起參演電影。當時他身兼洋行職員一職，與何楚雲、陳炳球等人組織業餘話劇團，繼而向香港電台申請當播音員。其後他自行組織另外一支業餘戲團，於1957年轉投麗的映聲，繼續擔任播音員。1961年，夏春秋一度淡出娛樂圈，為了養家糊口而轉行從事酒樓、酒店、夜總會、辦公室等文職。到1969年正式復出，並重投麗的電視，之後於麗的電視及後在亞洲電視工作至2000年後，離開工作了長達30年的亞洲電視。
基於他對幕前演出感興趣，遂於麗的電視及亞洲電視演出了無數戲劇、綜藝、婦女等節目，曾主唱主題曲。在1976年至1993年的十七年間，夏春秋曾主持《六合彩》直播攪珠電視節目，所以又被稱為「財神」、「六合彩之父」，又因藝名包含的有四季中只有夏春秋而無冬，黃霑認為「冬叔」寓意好：「Don't 縮」（意指「不要縮」），自此開始又以「冬叔」來稱呼夏春秋。後來夏春秋移民定居加拿大，並於當地華人電台主持節目。2005年六合彩30周年紀念、2013年六合彩中秋金多寶、2016年六合彩40周年金多寶以及香港賽馬會與無綫電視製作的節目，也有邀請他擔任特別嘉賓，夏春秋及後於2017年加入亞洲電視數碼媒體。
2025年3月11日晚上九點多，夏春秋的女兒吳君如於其Facebook與Instagram分別貼出夏春秋年輕時黑白照，並寫上「我最愛嘅老豆走咗喇」（「我最愛的父親去世了」）對外公開夏春秋離世消息。

## 演出作品

### 電視劇（麗的電視/亞洲電視）
- 1957年：《幸福的家庭》
- 1978年：《鱷魚淚》
- 1980年：《彩雲深處》
- 1980年：《小小心願》飾 葉生
- 1981年：《青春三重奏》飾 張經理
- 1985年：《八仙過海》 飾 陳員外
- 1986年：《秦始皇》飾 趙孝成王
- 1991年：《四驅橋聖》
- 1992年：《摩登七十二家房客》
- 1992年：《八婆會館》飾 葛禾青
- 1993年：《再見黃埔灘》飾 陳發
- 1993年：《天蠶變之再與天比高》飾 周千總
- 1993年：《今裝戲寶之阿蘭嫁阿瑞》飾 阿仁
- 1995年：《九王奪位》飾 襄親王
- 1995年：《包青天－殺母狀元》飾 章天成
- 1995年：《包青天－告親夫》飾 孫秀
- 1995年：《包青天－殉情記》飾 楊士林
- 1995年：《包青天－俠骨神算》飾 房如晦
- 1995年：《包青天－滄海月明珠有淚》飾 錢鈞
- 1995年：《包青天－仇之劍》飾 宋波
- 1996年：《千王之王重出江湖》飾 筒
- 1996年：《誰是兇手》飾 馬警司
- 1996年：《一人有一個理想》 飾 Daddy
- 1997年：《肥貓正傳》飾 丁澤邦
- 1997年：《等著你回來》飾 爺爺
- 1997年：《著數一族》飾 展大榮
- 1998年：《非常女警》

### 電視劇（香港電台）
- 1972年至1977年：《獅子山下》
- 1989年：《親親孩子天：第一集 - 我三歲》 飾 公公
- 1989年：《親親孩子天：第二集 - 我上學了，但...》
- 1989年：《親親孩子天：第三集 - 我們搬屋了》
- 1993年：《家多一點點：開心士多》 飾 開叔
- 1999年：《完全學生手冊：校規十誡》

### 節目主持（麗的電視/亞洲電視）
- 1973年：《第三屆香港節小姐競選》
- 1973年：《第三屆香港節小姐中區嘉年華會》
- 1975年至1992年：《下午茶》
- 1976年至1993年：《六合彩》
- 2013年：六合彩特別節目《春秋有得Fun》

### 節目嘉賓（無綫電視）
- 2009年：《星星同學會》擔任第26集特別嘉賓

### 節目嘉賓（麗的電視/亞洲電視）
- 2012年：《亞視百人》擔任第12集至13集嘉賓

### 電台節目 (加拿大中文電台)
- 王亭之春秋 [7]

### 電影
- 1953年：《風塵俠犬》飾 陳培
- 1953年：《養子當知父母恩》飾 徐文廣
- 1954年：《林黛玉魂歸離恨天》飾 薛蟠
- 1954年：《大觀園》飾 薛蟠
- 1954年：《失足恨》 飾 亞合
- 1954年：《母親》 飾 積奇
- 1954年：《飄零女》 飾 繆蓮生
- 1954年：《梨花一枝春帶雨》 飾 梁勝聰
- 1955年：《家教》 飾 胡本義
- 1955年：《大鬧粉妝樓》 飾 龍標
- 1955年：《一片冰心》 飾 餘士鄂
- 1955年：《孽緣》 飾 福升
- 1955年：《苦吻》 飾 包以德
- 1955年：《真假千金》飾 張大龍
- 1956年：《一片飛花》飾 林福庸
- 1956年：《人面桃花相映紅》飾 鍾子華
- 1956年：《黑心鬼》飾 屠慶麟
- 1957年：《龍王公主》飾 二太子
- 1957年：《妒海花》飾 文超聖
- 1957年：《棺材精生仔》飾 趙公博
- 1958年：《苦女江海燕-上集》飾 張劍峰
- 1958年：《苦女江海燕-下集》飾 張劍
- 1961年：《可憐的媽媽》飾 李洪
- 1970年：《嫁衣》
- 1974年：《啼笑夫妻》
- 1975年：《雙星伴月》
- 1975年：《蠱惑佬尋春》
- 1975年：《賊公計小偷才》
- 1976年：《星座奇趣錄》
- 1977年：《床上的故事》
- 1978年：《狗咬狗骨》
- 1980年：《隻手遮天》
- 1982年：《賊性》
- 1982年：《野狼幫》
- 1988年：《南北媽打》
- 1991年：《鬼賭鬼》飾 六合彩播報員
- 1991年：《香港奇案大綁票》
- 1991年：《四大家族之龍虎兄弟》
- 1992年：《塘西風月痕》
- 1993年：《一本漫畫闖天涯II妙想天開》
- 1994年：《醉拳II》
- 1994年：《紫禁城軼事》
- 1994年：《青春火花》
- 1995年：《我的秘密生活》
- 2003年：《金雞2》
- 2006年：《春田花花同學會》飾 中醫師
- 2006年：《最愛女人購物狂》
- 2007年：《嚦咕嚦咕對對碰》
- 2009年：《家有囍事2009》飾 余春
- 2010年：《花田囍事2010》飾 小春子
- 2010年：《財神到》
- 2011年：《最強喜事》飾 證婚人
- 2012年：《八星抱喜》飾 證婚人
- 2013年：《百星酒店》飾 慕容寶寶爺爺
- 2014年：《六福喜事》
- 2015年：《十年》
- 2016年：《惡人谷》 飾 官家

## 廣告作品
- 2003年：香港家庭計劃指導會廣告：六合彩
- 2023年：恆生銀行[8]

## 流行文化
- 《夏春秋》：香港電子音樂組合PixelToy以六合彩主題音樂配以原創歌詞的作品，講述市民在電視機前等候夏春秋主持六合彩攪珠的一段集體回憶。
- 《青春不要臉》：2022年無綫電視劇集，由鍾志光飾演「東叔」南西北，影射夏春秋。

## 外部連結
- 耆力量 - 專訪：夏春秋